# 黃灰蘚
黃灰蘚（学名：Hypnum pallescens）为灰蘚科灰蘚屬下的一个种。

## 扩展阅读
- 維基物種上的相關：黃灰蘚